# You and Me
 You and Me és una pel·lícula dirigida per Fritz Lang, estrenada el 1938 que inclou interludis musicals signats per Kurt Weill. Sylvia Sidney i George Raft interpreten un parell de criminals en llibertat provisional que treballen en un magatzem ple de casos similars; El personatge que interpreta Harry Carey habitualment contracta ex-presos per disposar de personal en el seu magatzem.

## Argument
En sortir de la presó, Joe Dennis, gàngster penedit, és contractat per una gran botiga el director de la qual recluta part del seu personal amb antics presoners per tal d'ajudar a la seva reinserció professional i moral. Joe es casa amb una venedora, Helen Roberts, que per por de decebre'l li amaga que ella mateixa està en llibertat sota paraula, que segons la llei americana de llavors és un motiu de prohibició de matrimoni. També ho fa tot per mantenir aquesta unió secreta. Quan Joe descobreix la veritat, torna amb els seus antics còmplices, amb els quals havia trencat, i es prepara per robar la botiga. Però Helen aconsegueix convèncer la banda de renunciar al seu projecte, explicant, guix en mà a la pissarra negra, que el crim no val la pena. Un nen segellarà aviat l'amor de Helen i de Joe, en presència de tots els seus amics reunits en la maternitat.

## Repartiment
- Sylvia Sidney: Helen Dennis
- George Raft: Joe Dennis
- Barton MacLane: Mickey Bain
- Harry Carey: Jerome Morris
- Robert Cummings: Jim
- Guinn "Big Boy" Williams: Taxi
- Ellen Drew: Una caixera
- Roscoe Karns: Cuffy

## Cita
- En la seva demostració contra el crim, Helen tempera les vel·leïtats amb aquesta frase:

| « | The big shots aren't little crooks like you. They're politicians. | » |